# Тарсьма (посёлок)
Тарсьма — посёлок в Промышленновском районе Кемеровской области. Входит в состав Титовского сельского поселения.

## География
Центральная часть населённого пункта расположена на высоте 153 метров над уровнем моря.

## Население
По данным Всероссийской переписи населения 2010 года, в посёлке Тарсьма проживает 94 человека (45 мужчин, 49 женщин).